# Denúncia
La denúncia d'un tractat internacional és una de les formes de terminació dels tractats, i consisteix en la declaració de voluntat prevista en el pacte que fa una de les parts per a manifestar que fa ús del dret de retirar-se del conveni sense responsabilitat.